# Lila Morillo
Lila Rosa Bozo Morillo Parra (Maracaibo; 14 de agosto de 1940), es una cantante, vedette y actriz de televisión y cine venezolana. Se le conoce como "La diva de divas" o "La reina del cocotero" conocida principalmente por sus temas enmarcados en el género de la gaita zuliana y el folklore, de donde se desprende uno de sus mayores éxitos musicales «El Cocotero».
Desde temprana edad, Lila demostró cualidades vocales y condiciones artísticas deslumbrantes, por ello, en sus primeros años participaba en todos los programas de aficionados que había en la radio local. Inició su carrera artística a mediados de los años cincuenta del siglo XX, de la mano del cantante Mario Suárez, con el cual mantuvo una relacion amorosa a escondidas de todos, la cual dio a Luz a su primero HIJO VARON en una maternidad de Maracaibo, hijo que no fue reconocido por ambos interpretes. Hasta ahora se desconoce el paradero del niño adoptado por una familia India (Wayu).Fue la primera artista en utilizar escotes atrevidos en su vestuario y trajes de lentejuelas ajustados, que inmediatamente la convirtieron en el símbolo sexual de los sesenta. Algunos críticos la han considerando ejemplo fidedigno de la cultura kitsch en su país. Su extraordinaria voz la paseó por países como Cuba, Argentina, EE. UU. y México, donde con apenas 14 años actuó en el prestigioso teatro Blanquita del país azteca. Temas como "Tres meses de vida", "Mi vidita", "Fuego lento", "Mi corazonada", "Fichas blancas", "Propiedad privada", "Tronco seco", "Perdone usted" y "Anillo de promoción", fueron los primeros éxitos que la catapultaron como artista popular. Es considerada por grandes músicos como la voz más afinada, destacándose por interpretar todo tipo de ritmos, música folclórica Venezolana, tangos, boleros, salsa, rancheras y la gaita zuliana.

## Biografía
Lila nació en la ciudad de Maracaibo. Fue hija del matrimonio de Silvestre de Jesús Bozo Bozo (1914-2013) y Ana Magdalena Morillo de Bozo (1920-2017) que conformaban un hogar humilde, por lo que tuvo dificultades para completar su educación. De niña, se traslada con su familia a Caracas para probar suerte en el mundo del espectáculo. Lila debutó en 1955 como cantante al lado de su coterráneo Mario Suárez con quien realiza sus primeras grabaciones y adopta como apellido artístico el de su madre. En 1963 debuta como actriz en la película "Twist y crimen", luego protagoniza al año siguiente "Isla de sal" de Clemente de la Cerda, con Simón Díaz, Doris Wells, Hugo Blanco y Orangel Delfín, continua con películas como "El Reportero" con Amador Bendayan y "El poder negro" con el "Míster Universo" Sergio Oliva.  Años después, se independiza y firma contrato con la empresa discográfica venezolana Velvet Música, que le apoya en sus esfuerzos iniciales como solista, llegando a ser la mejor vendedora de discos en Venezuela, con más de ochenta discos grabados. Siendo ya una estrella nacional, conoce a José Luis Rodríguez "El Puma", con quien contrae matrimonio civil en 1966. Lila pone todo el empeño para aupar la carrera como solista de quien fuera su esposo, quien se iniciaba profesionalmente como cantante de orquesta. 
Además, Lila debuta como actriz protagónica de telenovelas con "María Mercé, La Chinita" al lado del actor Carlos Cámara en CVTV (Cadena Venezolana de Televisión, hoy conocida como "Venezolana de Televisión"), siguiendo con telenovelas como "La doña", "Cuartos Separados", "Pablo y Alicia", "Estación Central", "Indocumentadas", "La otra historia de amor" y otras. En esta época participa en varios festivales y en el año 1972 gana el Festival Mundial del Lago con el vals "Lluvia" del compositor Luis Guillermo Sánchez García.
A finales de los años setenta y durante toda la década de los ochenta, ella y su esposo aparecen en numerosas portadas de revistas, como matrimonio modelo. Sin embargo el ascenso repentino y gran éxito obtenido por su esposo, generó problemas en su entorno familiar, la carrera de Lila había iniciado una etapa de declive y estancamiento, ya que los problemas intrafamiliares alejaron paulatinamente a Lila de los escenarios, brindando atención y apoyo a su esposo e hijas. Las ausencias de José Luis fueron ascendiendo con el paso de los días debido a sus múltiples compromisos, y con ello sus problemas con Lila.
Los esfuerzos por salvar su matrimonio no resultaron, y esta crisis matrimonial concluye con su divorcio en junio de 1986. Tras dicho acontecimiento, que marcaría su vida y la de sus hijas, la artista retomó su carrera, su regreso era esperado por cuanto ella nunca dejó de ser noticia y las incidencias de su vida matrimonial eran seguidas por todo el país, por eso los programas donde se presentaba tenían garantizada la mayor audiencia. Como fruto de este matrimonio nacieron dos hijas, hoy también cantantes y actrices, Liliana Rodríguez en 1967 y  Lilibeth Rodríguez en 1969.
En estas décadas, Lila muchas veces se presentó en Sábado Sensacional con Amador Bendayan, allí compartió con toda Venezuela su vida familiar y profesional y pasó a ser parte de la vida de millones de venezolanos que la convirtieron en "la mujer rating", título que mantiene vigente, ratificándolo en todos los programas donde participa. Lila ha destacado también como cantautora, éxitos como "La jaula de oro", "La alondra", "El guayabo" "No amor, no" y muchos otros son de su autoría. Sin duda ella ha sido la figura artística más polémica y controversial de Venezuela, siendo considerada ícono musical del país, destacándose por llevar la música Venezolana a los grandes escenarios de América donde actúa al lado de grandes figuras como Libertad Lamarque, Javier Solis, Olga Guillot y muchos otros.   
En 2001, Morillo regresa a la actuación en la telenovela venezolana "Viva la Pepa". Posteriormente en el año 2003, participa en la telenovela "Cosita Rica" del escritor Leonardo Padrón, en el año 2010 actúa en una miniserie cristiana para Enlace TV escrita por Carlos Roa Viana titulada Redención de amor al lado de su hija Lilibeth Morillo, con el actor venezolano Alfonso Medina entre otros. También actuó, esta vez como villana, en Pecado de Soberbia, otra miniserie del mismo autor y para el mismo canal, producida y transmitida en 2011. 
Continua con su trayectoria como cantante participando en el año 2009 en una producción musical del gran músico Ilan Chester y en el 2010 en el disco aniversario de la "Rondalla Venezolana". Participa también como jurado en el concurso "Camino a la Fama" emitido en Televen, presentando un nuevo disco donde hace un homenaje a La Lupe, Rocío Jurado y otras grandes cantantes. Ha participado en varios espectáculos de la elección de miss Venezuela siendo el último en el año 2010. Sigue presentándose en el programa Sábado Sensacional de Venevisión y en programas de otras televisoras donde es invitada frecuentemente. 
En el año 2012 presenta su más reciente producción musical, un CD doble para el sello Velvet conmemorando sus 50 años de vida artística, recibiendo grandes reconocimientos en televisión nacional y en su tierra natal el estado Zulia, donde más de 10 000 personas asistieron al gran homenaje que la gobernación del Estado organizó en el sector de Santa Lucía. En los años sucesivos Lila ha continuado su carrera artística a nivel nacional e internacional. El año 2016 lo inicia con recitales en ciudades como Miami y Orlando cantando al lado de sus hijas en el espectáculo de las Morillo siendo ovacionadas por el público latino y recibiendo la condecoración por su trayectoria de manos del alcalde del Doral, Estados Unidos.

## Telenovelas
- María Mercé, La Chinita - María Merce (VTV, 1968)
- Pablo y Alicia - Alicia (VTV, 1969)
- Simplemente María - Ita (VTV, 1970)
- Cuartos Separados
- La doña - Domenica (RCTV, 1972)
- Sor Campanita
- El Reportero
- Estación Central - Laura Chaval
- Incurable - Margarita (RCTV, 1976)
- Angélica - Celeste
- Iliana - Amalia Rosales (RCTV, 1977)
- Indocumentada (Venevisión, 1978)
- La otra historia de Amor - Isis Carrillo (Venevisión, 1981)
- Maribel - Solmaira (Venevisión, 1989)
- Macarena - (Venevisión, 1992)
- Viva la Pepa - Mari Chucha Maneiro (RCTV, 2000-2001)
- Cosita rica - (Venevisión, 2003)
- Redención de amor - Mariana Miranda (Enlace TBN, 2010)
- Pecado de Soberbia - Carlota Trenard (Enlace TBN, 2011)

### Cine
- Twist y crimen
- Isla de sal
- El poder negro (Black power)

## Filmografía

### Cine
- Twist y Crimen (1963)
- Isla de Sal (1965)
- El Reportero (1968)
- El poder negro (1975)